# Калхун (Илиноис)
Калхун (енгл. Calhoun) град је у америчкој савезној држави Илиноис.

## Демографија
По попису из 2010. године број становника је 172, што је 50 (-22,5%) становника мање него 2000. године.
| Група             | 2000.       | 2010.       |
| Белци             | 209 (94,1%) | 169 (98,3%) |
| Афроамериканци    | 0 (0,0%)    | 0 (0,0%)    |
| Азијати           | 8 (3,6%)    | 0 (0,0%)    |
| Хиспаноамериканци | 0 (0,0%)    | 0 (0,0%)    |
| Укупно            | 222         | 172         |